# St Michael Crooked Lane

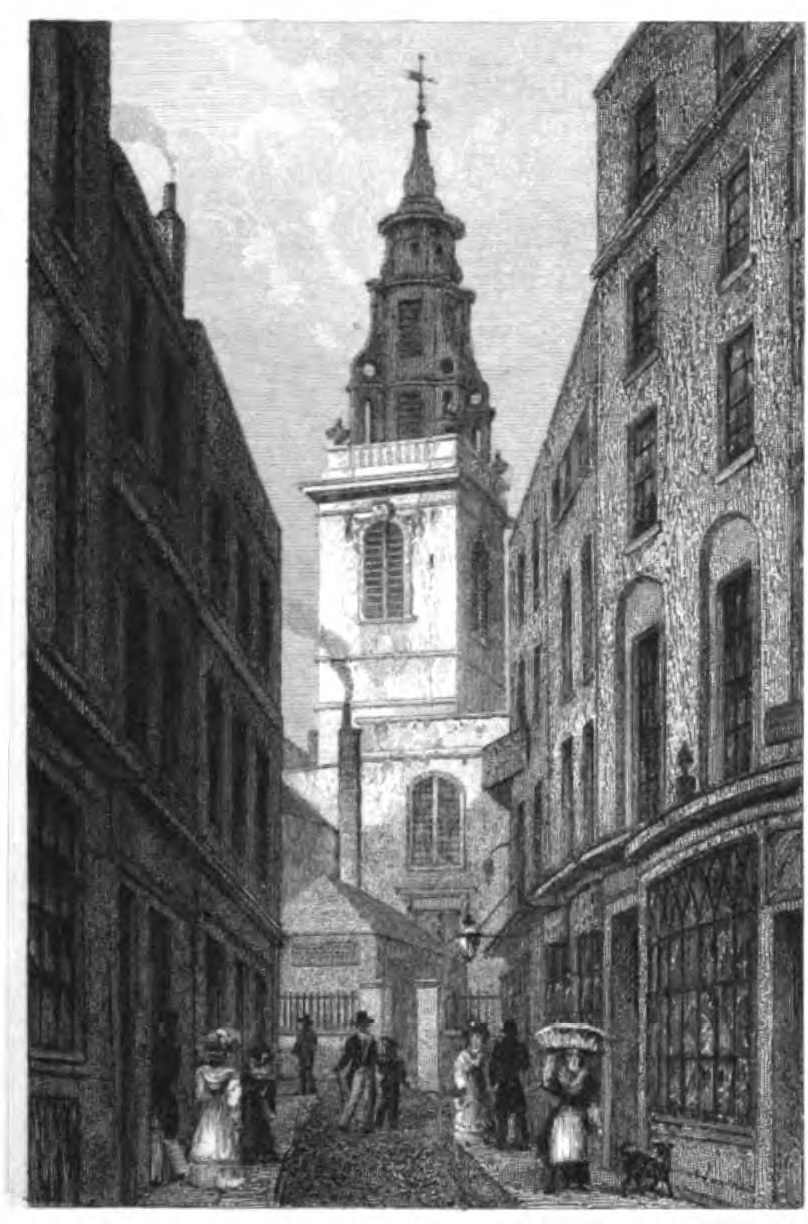
St Michael Crooked Lane, Stahlstich von Thomas H Shepherd (1831)

Fassadenzeichnung von Nicholas Hawksmoor (1684)

St Michael Crooked Lane war eine 1831 abgebrochene anglikanische Pfarrkirche im Londoner Innenstadtbezirk City of London.

## Geschichte
Die in der Nähe der Themse gelegene, dem Patronat des  Erzengels Michael anvertraute Kirche ist erstmals 1304 genannt. Die Kirche, in deren Pfarrsprengel 1665 die Große Pest von London ausbrach, wurde 1666 beim Großen Brand von London zerstört und von 1683 bis 1687 von Christopher Wren wiederaufgebaut. Eine Kopie des Originalentwurfs durch seinen Mitarbeiter Nicholas Hawksmoor zeigt das Bauwerk noch ohne den von letzterem entworfenen aufwändig gegliederten Turmhelm.
Der von Wren in einfacher Formensprache über rechteckigem Grundriss errichtete und von einem flachen Walmdach abgeschlossene Kirchenbau besaß einen seitlich vorgestellten Turmbau. 1831 wurde die Kirche im Zuge von Abbruch und Verlegung der mittelalterlichen London Bridge abgebrochen und ihre Pfarrei wurde mit der von St Magnus the Martyr zusammengelegt.